# 장 아르프
장 아르프(프랑스어: Jean Arp, 1886년 9월 16일 스트라스부르 ~ 1966년 6월 7일 바젤) 또는 한스 아르프(독일어: Hans Arp)는 프랑스의 화가 및 조각가이다. 스트라스부르에서 출생하였으며 프랑스인 어머니와 독일인 아버지를 두었다. 그가 태어난 때는 프로이센-프랑스 전쟁 때였는데 전쟁이 끝나고 나서 그가 살고 있는 곳이 프랑스령이 되게 되어 프랑스어로는 장 아르프(Jean Arp)라고도 한다.
1904년 스트라스부스의 예술대학을 졸업하고 파리로 가서 그의 시를 출판했다. 1905년부터 1907년까지 독일 바이마르 쿤스트슐에서 공부했으며 1908년에는 다시 파리로 돌아가 줄리앙 아카데미(Académie Julian)를 다녔다. 1915년 스위스로 가서 독일군에 끌려가는 것을 피했다.
1916년 스위스의 취리히에서 일어난 다다이즘의 창시자 중 한 명이며 1920년 막스 에른스트와 사회 활동가인 알프레트 그룬발트(Alfred Grunwald)와 함께 퀼른에서 다다 그룹을 만들었다. 그러나 그의 작품은 1925년 파리의 피에르 갤러리(Galerie Pierre)에서 열린 첫 번째 초현실주의 전시에 나타났다.
1926년 파리의 교외인 뫼동(Meudon)으로 이사했다. 1931년 추상창조(Abstraction-Création)를 발견하며 초현실주의와 결별하고 파리를 근간으로 하는 추상창조 그룹과 정기 간행지인 트랑시티옹(Transition)에서 일했다.
1930년대부터 그의 생에 걸쳐 그는 에세이와 시들을 써냈다. 1942년에는 독일군이 점령한 뫼동에서 벗어나 전쟁이 끝날 때까지 취리히에서 살았다.
1949년에는 개인전을 위해 뉴욕에 있는 벅홀츠 갤러리(Buchholz Gallery)를 찾았고 1950년에는 캠브리지에 있는 하버드 졸업 센터에 초대되었다. 극단적으로 단순한 형태와 경쾌한 선에 의해 아름다움을 추구하였다. 논문으로는 《나의 도정》, 시집으로는 《공기 의자》, 《꿈과 계획》 등이 있으며 조각으로는 《구름의 양치기》 등이 있다. 그의 아내인 조피 토이버아르프 또한 조각가로 활동했다.